# Xã Alden, Quận St. Louis, Minnesota
Xã Alden (tiếng Anh: Alden Township) là một xã thuộc quận St. Louis, tiểu bang Minnesota, Hoa Kỳ. Năm 2010, dân số của xã này là 213 người.